# Káto Vérvena
Káto Vérvena (Kato Vervena) är en ort i Grekland.   Den ligger i prefekturen Arkadien och regionen Peloponnesos, i den södra delen av landet, 110 km sydväst om huvudstaden Aten. Káto Vérvena ligger 15 meter över havet och antalet invånare är 220.
Terrängen runt Káto Vérvena är huvudsakligen kuperad, men österut är den platt. Havet är nära Káto Vérvena österut. Runt Káto Vérvena är det glesbefolkat, med 18 invånare per kvadratkilometer. Närmaste större samhälle är Nafplion, 16,0 km norr om Káto Vérvena. 